# 再也不見2020
《再也不見2020》（英語：Death to 2020）是一部2020年美英合拍的電視仿纪录特輯，由阿爾·坎貝爾和愛麗絲·馬提亞執導，查理·布鲁克與安娜貝爾·瓊斯透過他們的Broke and Bones公司為Netflix製作。該特輯以一系列虛構人物為特色，討論2020年美國和英國的事件，包括武漢肺炎疫情和美國總統大選；2020年12月27日在Netflix上線。《再也不見2020》在影評界負評居多，多半詬病笑點過於刻意，不過部份演員的表演受到了讚揚。2021年推出續集《再也不見2021》。

## 反響
評論家稱《再也不見2020》「令人失望」，並常拿來與查理·布鲁克的《查理·布鲁克之銀幕擦除》和《黑鏡》做比較。《獨立報》的埃德·卡明給了《再也不見2020》僅一星，稱整部特輯從未符合期望，且休·葛蘭「沒有一句像樣的台詞」。
《再也不見2020》在爛番茄網站上，根據22篇影評，好評度45%，平均得分4.3／10。Metacritic根據11位評論家，特輯得分41（滿分100），評價兩極。

## 外部連結
- 互联网电影数据库（IMDb）上《再也不見2020》的资料（英文）
- 在Netflix上觀看《再也不見2020》
- 爛番茄上《再也不見2020》的資料（英文）